# Рудольф, Гергей
Ге́ргей Ру́дольф (венг. Rudolf Gergely; 9 марта 1985, Ньиредьхаза, Венгрия) — венгерский футболист, игравший на позиции нападающего. Выступал в сборной Венгрии.

## Карьера

### Клубная
Выступал за молодёжные команды «Ньиредьхазы» и «Нанси». В главной команде «Нанси» дебютировал 6 августа 2005 года в матче с «Бордо». Всего за французский клуб Гергей сыграл 5 матчей и стал обладателем Кубка французской лиги в сезоне 2005/06. Летом 2007 года Рудольф на правах свободного агента переходит в «Дебрецен». В новом клубе Гергей дебютировал 27 июля в матче против «Дьёра». Первый гол за «Дебрецен» игрок забил уже в следующем матче, против клуба «Шиофок». В «Дебрецене» Рудольф дебютировал в Лиге чемпионов сезона 2007/08 в матче против шведского «Эльфсборга». В составе «Дебрецена» Гергей дважды становился чемпионом Венгрии, дважды выигрывал Кубок Венгрии, один раз Суперкубок Венгрии и Кубок венгерской лиги. В 2009 году Рудольф был признан Футболистом года в Венгрии.
Летом 2010 года Гергей перешёл в клуб итальянской Серии А «Дженоа». В «Дженоа» Рудольф дебютировал 12 сентября в матче против «Кьево». Первый гол забил 16 октября, в матче против «Ромы». В январе 2011 года игрок был отдан в полугодовую аренду в «Бари». В новом клубе Рудольф дебютировал 16 января в матче против туринского «Ювентуса» и отметился забитым мячом.

### Международная
В сборной Венгрии дебютировал 20 августа 2008 года в товарищеском матче против Черногории. Первый гол за сборную забил 10 сентября 2008 в матче против Швеции.
| №  | Дата             | Соперник          | Счёт | Голы Рудольфа | Соревнование                                      |
| 1  | 20 августа 2008  | Черногория        | 3:3  | −             | Товарищеский матч                                 |
| 2  | 6 сентября 2008  | Дания             | 0:0  | −             | Отборочный матч чемпионата мира по футболу 2010   |
| 3  | 10 сентября 2008 | Швеции            | 1:2  | 1             | Отборочный матч чемпионата мира по футболу 2010   |
| 4  | 11 октября 2008  | Албания           | 2:0  | −             | Отборочный матч чемпионата мира по футболу 2010   |
| 5  | 19 ноября 2008   | Северная Ирландия | 2:0  | −             | Товарищеский матч                                 |
| 6  | 11 февраля 2009  | Израиль           | 0:1  | −             | Товарищеский матч                                 |
| 7  | 28 марта 2009    | Албания           | 1:0  | −             | Отборочный матч чемпионата мира по футболу 2010   |
| 8  | 12 августа 2009  | Румыния           | 0:1  | −             | Товарищеский матч                                 |
| 9  | 14 октября 2009  | Дания             | 1:0  | −             | Отборочный матч чемпионата мира по футболу 2010   |
| 10 | 14 ноября 2009   | Бельгия           | 0:3  | −             | Товарищеский матч                                 |
| 11 | 3 марта 2010     | Россия            | 1:1  | -             | Товарищеский матч                                 |
| 12 | 11 февраля 2009  | Англия            | 1:2  | −             | Товарищеский матч                                 |
| 13 | 3 сентября 2010  | Швеция            | 0:2  | -             | Отборочный матч чемпионата Европы по футболу 2012 |
| 14 | 7 сентября 2010  | Молдавия          | 2:1  | 1             | Отборочный матч чемпионата Европы по футболу 2012 |
| 15 | 8 октября 2010   | Сан-Марино        | 8:0  | 2             | Отборочный матч чемпионата Европы по футболу 2012 |
| 16 | 8 октября 2010   | Финляндия         | 2:1  | -             | Отборочный матч чемпионата Европы по футболу 2012 |
| 17 | 17 ноября 2010   | Литва             | 2:0  | -             | Товарищеский матч                                 |
| 18 | 9 февраля 2011   | Азербайджан       | 2:0  | 1             | Товарищеский матч                                 |
| 19 | 25 марта 2010    | Нидерланды        | 0:4  | -             | Отборочный матч чемпионата Европы по футболу 2012 |
| 20 | 29 марта 2010    | Нидерланды        | 3:5  | 1             | Отборочный матч чемпионата Европы по футболу 2012 |
| 21 | 10 августа 2011  | Исландия          | 4:0  | 1             | Товарищеский матч                                 |
| 22 | 2 сентября 2011  | Швеция            | 2:1  | 1             | Отборочный матч чемпионата Европы по футболу 2012 |
| 23 | 6 сентября 2011  | Молдавия          | 2:0  | 1             | Отборочный матч чемпионата Европы по футболу 2012 |

Итого: 23 матчей / 9 голов; 12 побед, 3 ничьи, 8 поражений.
(откорректировано по состоянию на 6 сентября 2011 года)

## Достижения
«Нанси»
- Обладатель Кубка французской лиги: 2005/06

«Дебрецен»
- Чемпион Венгрии (2): 2008/09, 2009/10
- Обладатель Кубка Венгрии (2): 2008/09, 2009/10
- Обладатель Суперкубка Венгрии: 2009
- Обладатель Кубка венгерской лиги: 2009/10
- Футболист года в Венгрии: 2009